# Abbaye de Rolduc
L'abbaye de Rolduc (en latin : Roda Ducis ; en néerlandais : Abdij Rolduc localement ou encore Closterroda, Roda, Kloosterrade et Hertogenrode ; en allemand Abtei Klosterrath) est un ancien monastère de chanoines augustiniens du XIIe siècle située à Kerkrade dans le Limbourg néerlandais (près de la frontière allemande). Fermée par le pouvoir révolutionnaire français en 1796 l'abbaye abrita pendant près d'un siècle le petit séminaire du diocèse de Liège puis celui du diocèse de Ruremonde. Les bâtiments sont utilisés aujourd'hui (2016) comme centre de rencontres et conférences. Rolduc est le plus important complexe monastique préservé des Pays-Bas.

## Étymologie
Le nom Rolduc déjà attesté anciennement et est une contraction de Rode-le-Duc, traduction française de 'Hertogenrode'.

## Histoire

### Légende
Au VIIIe siècle, sainte Ode, très discrète princesse d'Écosse née aveugle, fut guérie lors de son pèlerinage auprès de la tombe de saint Lambert à Liège (assassiné le 17 septembre 696), car celle-ci attirait les pèlerins de toute l'Europe depuis la guérison miraculeuse de deux aveugles. Après avoir témoigné de ce miracle et reçu la bénédiction papale à Rome où elle fit vœu de chasteté, Ode refusa de retourner auprès de son père qui voulait la marier. Elle resta finir ses jours dans la prière dans le diocèse liégeois de son guérisseur, à Rode, non loin de Maastricht. C'est sur le tombeau de sainte Ode que fut érigé le premier sanctuaire de Rolduc. Elle est trop souvent confondue avec sa contemporaine Chrodoara dont on connait mieux la vie grâce à son sarcophage découvert dans la collégiale d'Amay qui possède aussi une châsse de sainte Ode, mais de sainte Ode d'Amay, depuis le XVIIIe siècle (sous l'abbatiat de Lambert-Walthère van den Steen).

### XIIesiècle
En 1104, Ailbert d'Antoing quitte avec deux compagnons son monastère de Tournai, dont il jugeait la vie trop relâchée, pour s'en aller fonder à 's-Hertogenrode (aujourd'hui : Kerkrade) l'abbaye de Rolduc. 
Les travaux débutent en 1106 avec la construction d'une crypte dédiée à la Vierge Marie et l'archange Gabriel, qui fut achevée deux ans plus tard. La construction de l'église prend un temps considérable : elle ne sera achevée qu'en 1209. À la suite de désaccords sur la suite à donner aux travaux, Ailbertus quitte l'abbaye en 1111 et meurt en 1122 dans les environs de Bonn. Après plus de 750 ans, en 1895, ses ossements sont enfin transférés dans la crypte.
L'abbaye est rattachée à l'ordre des chanoines Augustins, et obtient en 1136 la protection des ducs du Limbourg, dont certains, comme Walram III, sont enterrés dans la crypte.

### Vie ultérieure
Son existence est souvent troublée : attaques et incendies atteignent leur paroxysme durant la guerre de Quatre-Vingts Ans. 
L'abbaye est rénovée en 1680 à l'initiative de l'abbé Winandus Lamberti et reçoit le 2 janvier 1723 le droit d'exploiter les mines de charbon sur le territoire de Kerkrade. Ce sont les premières houillères des Pays-Bas et la naissance d'une industrie florissante dans la région. En 1775, l'abbaye employait 350 mineurs.
Au XVIIIe siècle, une bibliothèque en style rococo y est construite.
En 1796 l'abbaye est supprimée par les Français et les moines doivent quitter Rolduc. Les bâtiments restent vides durant 35 ans.
Entre 1831 et 1840, lorsque le territoire revient à la Belgique, l'abbaye accueille le petit séminaire du diocèse de Liège.
En 1843 il devient un internat de garçons, où étudient notamment Lodewijk van Deyssel et Alphonse Ariëns.
Le peintre Matthias Goebbels réalise au XIXe siècle le décor peint de l'église abbatiale, inspiré par le style historiciste du mouvement nazaréen,. 
En 1946 Rolduc redevient un séminaire de l'évêché de Roermond.
Depuis 1970, l'abbaye de Rolduc est principalement utilisée comme centre de congrès et comme hôtel.

## Galerie

Abbaye
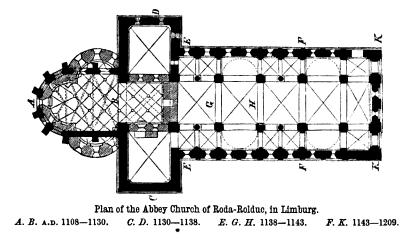
Plan de l'église abbatiale, dans un article de John Henry Parker publié dans The Gentleman's Magazine, 1865, vol. 218, p. 409.
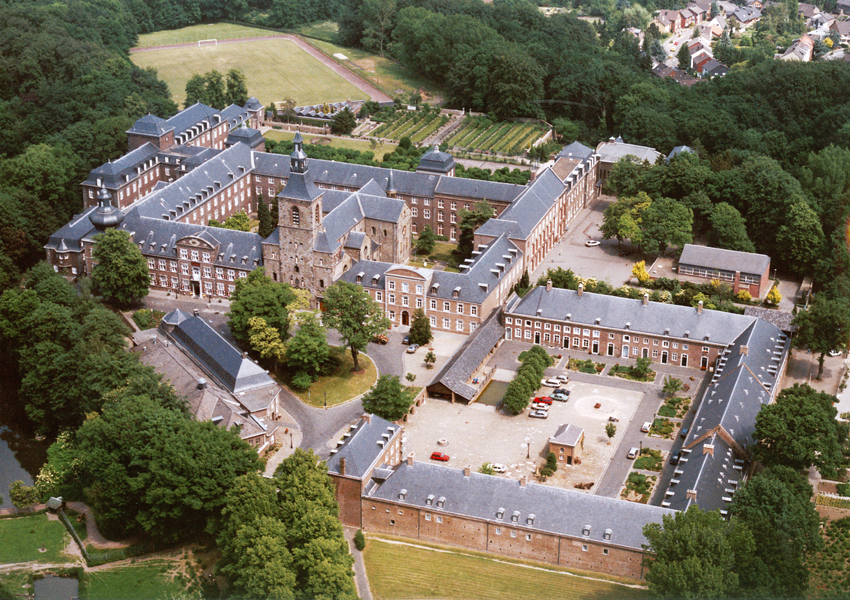
Vue générale de l'abbaye.
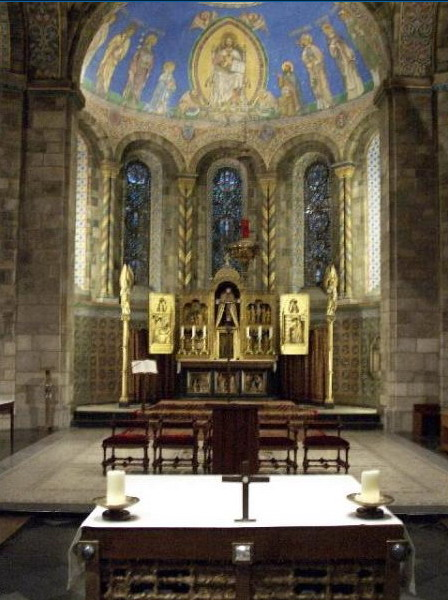
Abside de l'église abbatiale, avec le décor peint de Matthias Goebbels, XIXe siècle.
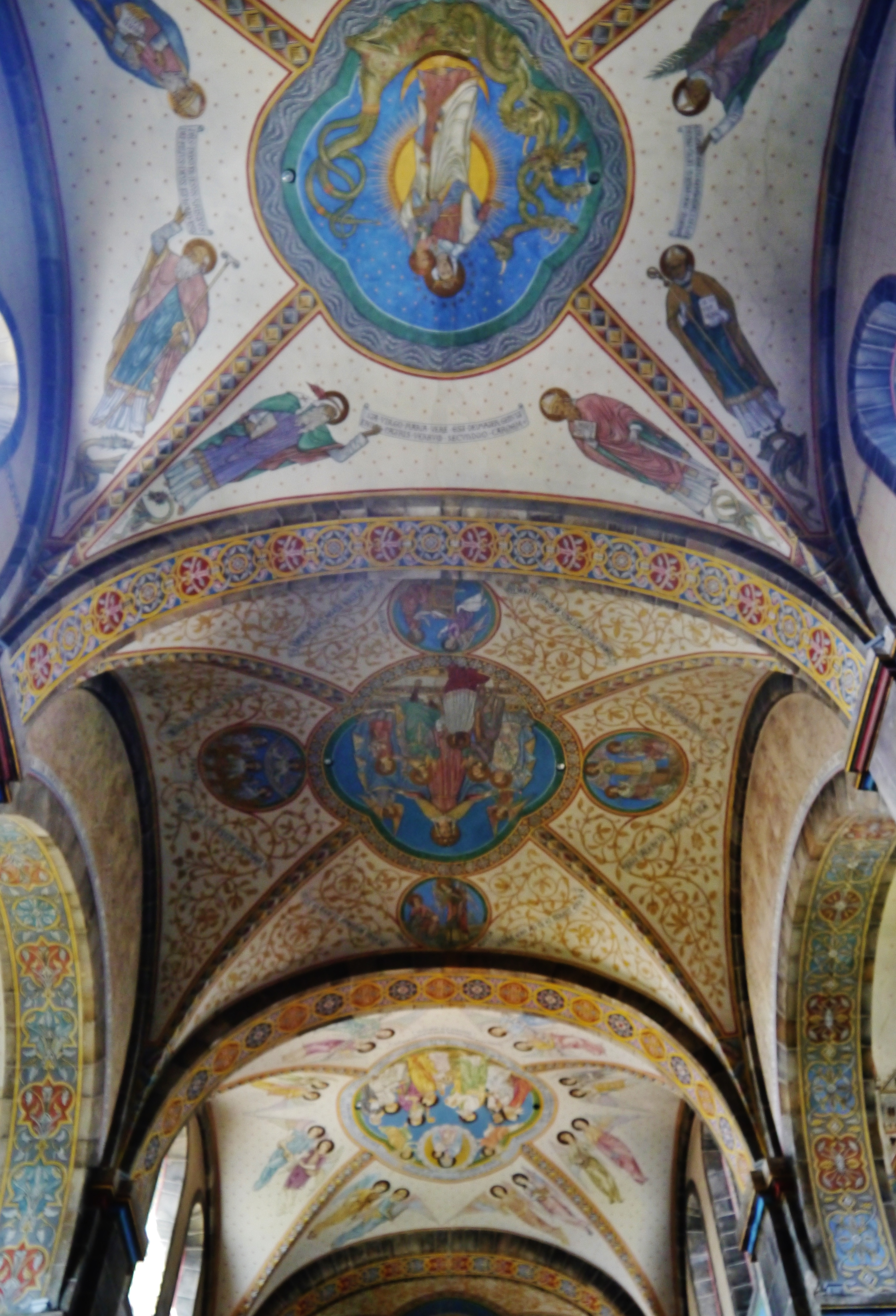
Décor des voûtes de l'église abbatiale par Matthias Goebbels, XIXe siècle.
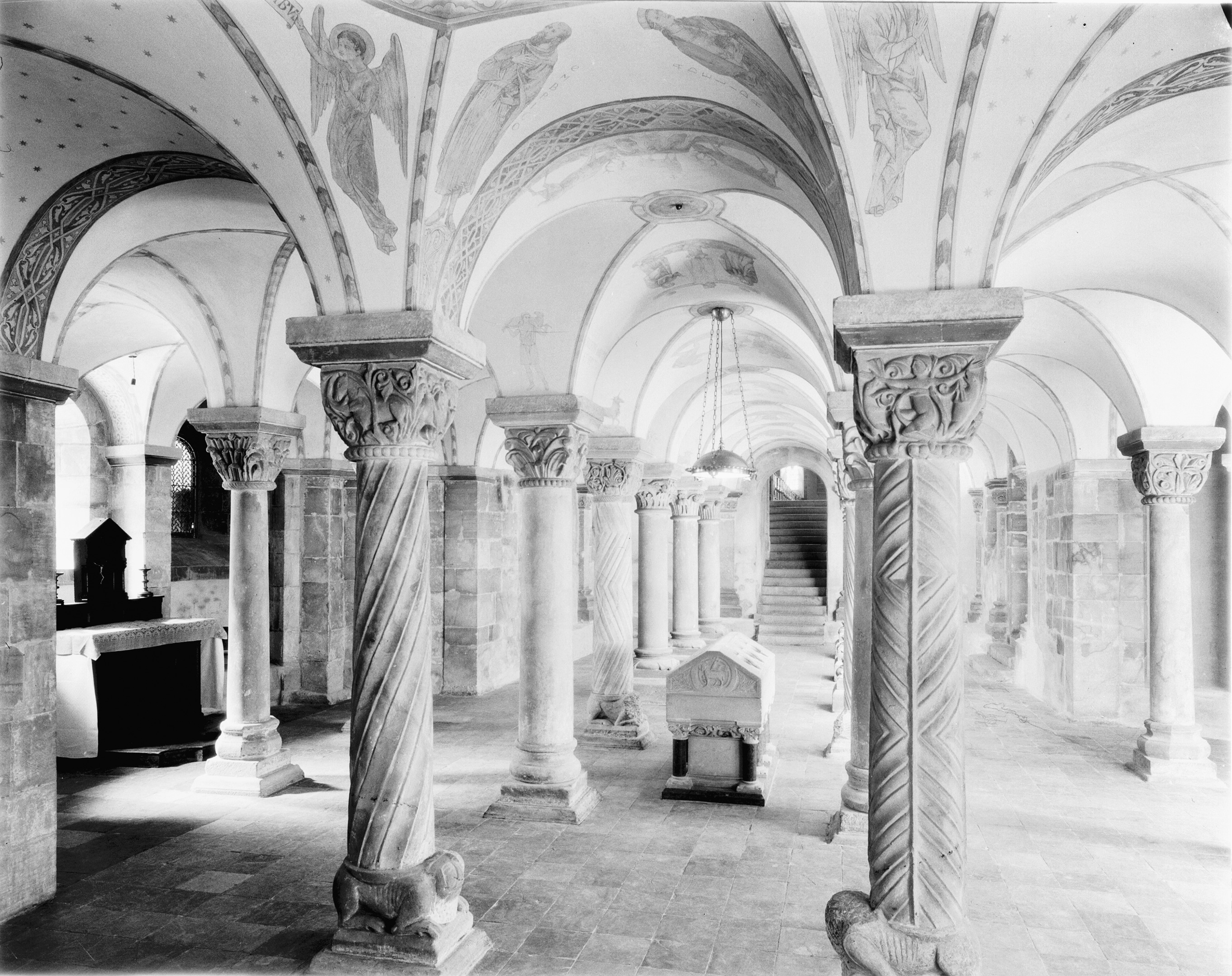
Crypte de l'église abbatiale, photographie, 1954.

## Annales RodensisetContinuatio
L'histoire de Rolduc est surtout connue à travers les Annales Rodensis (nl), une chronique sur la période 1104-1157. Celles-ci ont probablement été écrites vers 1155 par un moine. Plus tard, l'abbé Nicolas Heyendal (1658-1733) reprit la chronique avec le Continuatio, qui débute l'année de son serment, en 1685.